# Dienis Niesmaszny
Dienis Niesmaszny (ur. 8 marca 1992) – rosyjski lekkoatleta specjalizujący się w biegu na 400 metrów.
Srebrny medalista mistrzostw Europy juniorów w biegu rozstawnym 4 × 400 metrów (2011). Dwa lata później wszedł w skład rosyjskiej sztafety, która zdobyła złoto podczas młodzieżowych mistrzostw Europy w Tampere.
Złoty medalista mistrzostw Rosji.
Rekordy życiowe: stadion – 46,83 (25 czerwca 2013, Czeboksary); hala stadion – 47,52 (3 lutego 2012, Sarańsk). 

## Osiągnięcia
| Rok  | Impreza                        | Miejsce | Konkurencja             | Lokata     | Wynik   |
| ---- | ------------------------------ | ------- | ----------------------- | ---------- | ------- |
| 2011 | Mistrzostwa Europy juniorów    | Tallinn | sztafeta 4 × 400 metrów | 2. miejsce | 3:07,47 |
| 2013 | Młodzieżowe mistrzostwa Europy | Tampere | sztafeta 4 × 400 metrów | 1. miejsce | 3:04,63 |